# Charte de la diversité
La Charte de la diversité est un texte d’engagement proposé à la signature de tout employeur, qui souhaite par une démarche volontariste, agir en faveur de la diversité et dépasser ainsi le cadre légal et juridique de la lutte contre les discriminations. Grandes entreprises, PME/TPE, acteurs de l’ESS, établissements publics, collectivités locales … Tous les acteurs économiques sont concernés par la diversité dans toutes ses composantes.
La Charte de la diversité encourage les organisations signataires à garantir la promotion et le respect de la diversité dans leurs effectifs et dans tous les actes de management et de gestion commerciale et de gestion de carrière en mettant en place des actions en faveur de la Diversité. En la signant, ces organisations s'engagent à lutter contre toute forme de discrimination et à mettre en place une démarche en faveur de la "diversité" et tendre vers un management inclusif.
Ce texte est une charte qui a une valeur morale. Elle rappelle des principes importants du droit français, qui eux sont d'application obligatoire, dont le principe d'Égalité devant la loi, de respect de la dignité humaine et l'interdiction de certaines discriminations.

## Histoire
L’idée de la Charte de la diversité a été lancée en janvier 2004, dans un rapport publié par l'Institut Montaigne "Les oubliés de l'égalité des chances", coécrit par Yazid Sabeg et Laurence Méhaignerie. La Charte est alors proposée par Claude Bébéar et Yazid Sabeg le 22 octobre 2004 à 33 grandes entreprises et PME (Neff, CCF, Stream Global Services (en), Lafarge, Sncf, Ratp, Servia Informatique, Adia, Vedior, France Télévision, A.T Kearney, NOOS, Air Liquide, Canal Plus, Airbus, Rhodia, Serda Groupe, Deloitte, CS Communication & Systemes, Eau de Paris, Adecco France, Total Groupe, Schneider Electric Groupe, Psa Peugeot Citroen, Arcelor-Mittal, Sodexo, Accor Groupe, Kering, Casino Groupe, Carrefour, Dexia, Axa France, IBM,) qui en seront les premières signataires.
En septembre 2008 le nombre de signataires s'élève à plus de 1000. En mars 2019 la Charte de la diversité rassemble plus de 3800 organisations : entreprises, associations, acteurs de l’économie sociale et solidaire, établissements publics, collectivités locales
La charte française a été la première Charte de la diversité dans le monde et a impulsé un mouvement européen. Aujourd’hui, il existe 23 chartes en Europe. Celles-ci se réunissent tous les trimestres avec la Commission européenne.

## Le texte de la Charte
La signature de la Charte de la diversité incarne l’engagement de l’organisation au plus haut niveau, elle donne aux signataires un cadre pour le déploiement d’actions concrètes. «Le texte, qui n’a nullement la valeur d’une loi, produit néanmoins un effet positif parce qu’il a vocation à jouer un rôle préventif et éviter toute situation discriminatoire».
Articulée autour de six articles, elle guide l'organisation signataire dans la mise en place de nouvelles pratiques, en y associant l'ensemble de ses collaborateurs et partenaires.

### Préambule
La diversité est le fondement d’une société performante socialement et économiquement. Inscrite dans la politique globale, de l’entreprise ou de l’organisation, la Charte de la diversité a pour objet de favoriser l’égalité des chances et la diversité dans toutes ses composantes.
La Charte de la diversité contribue à développer un management respectueux des différences et fondé sur la confiance. Elle améliore la cohésion des équipes, source d'un meilleur vivre ensemble et donc de performances.
Les engagements de la Charte de la diversité, traduits en actions mesurées et évaluées régulièrement, sont facteurs de progrès social et économique. Leur mise en œuvre dans toutes les activités de l’entreprise ou de l’organisation renforce la reconnaissance auprès de toutes les parties prenantes internes et externes en France et dans le monde.

### Le texte de la charte
Par la signature de la Charte de la Diversité, nous, entreprise ou organisation, nous engageons à :
1. "Sensibiliser et former nos dirigeants, et managers impliqués dans le recrutement, la formation et la gestion des carrières, puis progressivement l’ensemble des collaborateurs aux enjeux de la non-discrimination et de la diversité"
2. "Promouvoir l’application du principe de non-discrimination sous toutes ses formes dans tous les actes de management et de décision de l’entreprise ou de l’organisation et en particulier dans toutes les étapes de la gestion des ressources humaines"
3. "Favoriser la représentation de la diversité de la société française dans toutes ses différences et ses richesses, culturelle, ethnique et sociale, au sein des effectifs et à tous les niveaux de responsabilité"
4. "Communiquer sur notre engagement auprès de l’ensemble de nos collaborateurs ainsi qu’à nos clients, partenaires et fournisseurs, afin de les encourager au respect et au déploiement de ces principes"
5. "Faire de l’élaboration et de la mise en œuvre de la politique de diversité un objet de dialogue social avec les représentants du personnel"
6. "Evaluer régulièrement les progrès réalisés, informer en interne comme en externe des résultats pratiques résultant de la mise en œuvre de nos engagements."

## La non-discrimination dans la loi française
Un des axes principaux de la charte est la non-discrimination négative, qui demande au moins en France (pour respecter l'Article 225-1 du code Pénal, que (sous peine de sanctions pénales) 24 critères n'influencent pas le recrutement ni les décisions relatives à l'évolution, etc., ou encore la sanction, le licenciement ;
- l'origine (sociale ou géographique) ;
- le sexe ;
- les mœurs ;
- l'orientation sexuelle ;
- l'âge ;
- la situation de famille ;
- les caractéristiques génétiques;
- l'appartenance ou non-appartenance, vraie ou supposée à une ethnie ;
- l'appartenance ou non-appartenance, vraie ou supposée à une nation ;
- l'appartenance ou non-appartenance, vraie ou supposée à une race ;
- l'appartenance ou non-appartenance, vraie ou supposée à une religion ;
- les opinions politiques ;
- les activités syndicales ou mutualistes ;
- la domiciliation bancaire
- l'apparence physique ;
- le patronyme ;
- l'état de santé ;
- le handicap ;
- de leur lieu de résidence;
- de leur perte d'autonomie;
- de leur identité de genre;
- de leur capacité à s'exprimer dans une langue autre que le français;
- de la particulière vulnérabilité résultant de leur situation économique, apparente ou connue de son auteur;
- l'état de grossesse (De plus, l'Accord du 16 novembre 2010 relatif à l'égalité professionnelle entre les femmes et les hommes précise que « L'état de grossesse d'une femme ne doit pas être pris en considération pour refuser de l'embaucher ou mettre fin à la période d'essai. En conséquence, il est interdit de rechercher ou de faire rechercher toute information concernant l'état de grossesse de l'intéressée. La femme candidate à un emploi n'est pas tenue de révéler son état de grossesse »[7]).

Le secrétariat général de la Charte de la diversité est hébergé depuis septembre 2005 par Les entreprises pour la cité, association qui fédère un réseau de 200 entreprises et les accompagne dans la mise en œuvre de leur responsabilité sociétale.
Le Secrétariat général de la Charte de la diversité a pour mission de promouvoir la Charte sur l’ensemble du territoire national en s’appuyant sur un réseau de partenaires associatifs en région.

## Soutiens
Cette charte est soutenue par de grandes organisations patronales, de nombreux réseaux d'entreprises et des organismes publics, dont :
- Commissariat général à l'égalité des territoires (CGET)
- Didaxis, premier recruteur de jeunes diplômés en 2019 selon Cadremploi/Le Figaro[8],
- le réseau Alliances,
- la Fondation Agir contre l'exclusion (FACE),
- Le Défenseur des droits
- l'Institut de l'entreprise,
- la CGPME,
- le MEDEF,
- l'UPA,